# María Mercedes Prat
María Mercedes Prat (ur. 6 marca 1880 w Barcelonie, zm. 24 lipca 1936) – hiszpańska terezjanka, męczennica, błogosławiona Kościoła katolickiego.
Mając 7 lat rozpoczęła naukę w szkole Towarzystwa św. Teresy od Jezusa. 30 czerwca 1890 roku przystąpiła do pierwszej komunii świętej. W 1904 roku wstąpiła do Towarzystwa św. Teresy od Jezusa, a w marcu 1905 roku otrzymała habit. Mając 27 lat, 10 marca 1907 roku, złożyła śluby zakonne. Była nauczycielką i wychowawczynią. 10 marca 1913 roku złożyła śluby wieczyste. W czasie wojny domowej została aresztowana i postrzelona 23 lipca 1936 roku – zmarła następnego dnia, 24 lipca.
Jej proces beatyfikacyjny rozpoczął się 21 kwietnia 1961 roku. Została beatyfikowana przez papieża Jana Pawła II w dniu 29 kwietnia 1990 roku.